# عزیز شاورشیان
عزیز شاورشیان (روسی: Азиз Серге́евич Шавершян؛ ۲۴ مارس ۱۹۸۹ – ۵ اوت ۲۰۱۱ یوتیوبر، مدل، و تهیه‌کننده تلویزیونی اهل روسیه بود. وی بین سال‌های ۲۰۰۷ تا ۲۰۱۱ میلادی فعالیت می‌کرد. شاورشیان  از یک خانواده کرد تبار روسیه بود است.
او در سن ۲۲ سالگی در تایلند بر اثر حمله قلبی درگذشت.